# Jezioro Kętrzyńskie
Jezioro Kętrzyńskie (potocznie: Jezioro Miejskie, Jezioro Górne, Jeziorko; niem. Oberteich) – jezioro w woj. warmińsko-mazurskim, w Kętrzynie, o powierzchni 8,2 ha (0,5 km dł. x 0,3 km szer.), w dorzeczu rzeki Guber.
Do jeziora wpływają wody z Rozlewiska Wopławki, a odpływają ciekiem do Gubra. W średniowieczu ciek ten płynął naturalną fosą po wschodniej stronie starego miasta i zamku krzyżackiego. W XIX w. ciek został obmurowany i zamieniony w podziemny kanał. (Najstarszy na Mazurach – z czasów krzyżackich tego typu kanał łączy jezioro Ołów z Jez. Ryńskim). Istnieją przesłanki, aby przypuszczać, że z ówczesnego podziemnego kanału istniało przejście do kętrzyńskich podziemi. W czasie prac konserwacyjnych prowadzonych na początku drugiej połowy XX w., w kanale znaleziono szkielety w mundurach SS. W jednym z opublikowanych opisów technicznych kanału zauważono, że "Cegły stropowe wiszą, jakby chciały zaraz opaść". W 1993 kanał uległ częściowemu zawaleniu, przez co miastu groziła powódź. Wybudowanie tamy ziemnej na cieku doprowadzającym wodę z Rozlewiska Wopławki zmniejszyło napływ wody wpływającej do jeziora i zneutralizowało zagrożenie powodzią. W 2005 podziemny kanał wodny w znacznej części zastąpiły rury o odpowiednich przekrojach.

## Fauna i flora
W 1993 w jeziorze przeprowadzono próbny odłów ryb. W sieciach znalazły się wówczas: szczupaki, okonie, płotki, karasie, ukleje i karpie. W konsekwencji przeprowadzonych analiz liczbę gatunków ryb o uzupełniono o zakupione kroczki lina. W tym samym roku jezioro zostało zwapnowane w celu zmniejszenia kwasowości pH wody. Dzięki zabiegowi na brzegach jeziora pojawiły się trzciny. Obecnie jezioro jest naturalnym przedłużeniem niszy ekologicznej dla wielu gatunków ptaków z Rozlewiska Wopławki. Ptakom nie przeszkadza, że po jeziorze pływają rowery wodne.

## Sąsiedztwo oraz zagospodarowanie terenu
Po południowej stronie jeziora biegnie ul. T. Kościuszki. Ulica ta charakteryzuje się starą zabudową kamieniczna, wśród której znajduje się m.in. budynek Urzędu Gminy Kętrzyn. Po stronie południowo-wschodniej jezioro sąsiaduje z ul. A. Asnyka. Po zachodniej stronie jeziora znajduje się park. Od północy, w bezpośrednim sąsiedztwie jeziora oraz Rozlewiska Wopławki zlokalizowano basen miejski, korty tenisowe oraz nieruchomości szpitala powiatowego.